# Marcovia
Marcovia is een gemeente (gemeentecode 0607) in het departement Choluteca in Honduras. De gemeente grenst aan de Golf van Fonseca.
President Marco Aurelio Soto trof het dorp aan op de weg van Amapala naar Choluteca. In 1882 verhief hij het tot gemeente. Ter ere van hem werd het Marcovia genoemd (via = "weg").

## Bevolking
De bevolking is als volgt verdeeld:
| Vrouwen | 23.759 | 50,8% |
| Mannen  | 22.966 | 49,2% |

## Dorpen
De gemeente bestaat uit 21 dorpen (aldea), waarvan de grootste qua inwoneraantal: Marcovia (code 060701), Cedeño (060702) en Monjaras (060714).